# Tom McRae
Tom McRae (* 1969 in Chelmsford, Essex als Jeremy Thomas McRae Blackall) ist ein britischer Sänger und Songschreiber.

## Biographie
Der Sohn eines Pfarrerehepaares der anglikanischen Kirche wurde am 19. März 1969 in Essex geboren und wuchs in Chelmsford auf. McRae sang im Kirchenchor und schon als Teenager lieh er sich gerne die Gitarre seiner Mutter. Zunächst versuchte er seine Helden nachzuspielen: Bob Dylan, Paul Simon, Neil Young, Kate Bush und U2. Dann begann er seine eigenen Songs zu schreiben und auch seinen eigenen Stil zu entwickeln. Mit 18 Jahren ging er dann auf die London Guildhall University, um Politik zu studieren. Schon bald fing er an, in Bands mitzuspielen. McRae ergriff die Gelegenheit beim Schopf, dem Produzenten Roger Bechirian (Elvis Costello, Squeeze, Carlene Carter) seine hausgemachten Demos vorzuspielen, welcher tief beeindruckt war und Tom McRae daraufhin anbot, sein Manager zu werden und schon bald schloss er einen Vertrag mit db Records. Tom McRaes nach sich selbst benanntes Debütalbum erschien dann im Herbst 2001 während des Hochs der neuen Akustikbewegung, was ihm Vergleiche mit Nick Drake und Bob Dylan einbrachte. Kritiker lobten seine künstlerischen Fähigkeiten und McRae wurde für den Mercury Music Prize und den BRIT Award als bester Newcomer nominiert. Zu dieser Zeit arbeitete McRae mit Oliver ("Oli") Kraus (Cellist), 2003 stieß Olli Cunningham als Keyboarder hinzu. McRae's zweites Album, Just Like Blood wurde in Großbritannien im Februar 2003 veröffentlicht, produziert wurde es von Ben Hillier (Elbow, Martha Wainwright und Blur). Im Jahre 2004 wurde McRae für den Grammy Award nominiert. Danach zog es ihn nach Kalifornien, wo er sein nächstes Album All Maps Welcome geschrieben und aufgenommen hat, welches im Mai 2005 veröffentlicht wurde. Tom McRaes viertes Album, King of Cards, wurde in Suffolk aufgenommen und erschien im Mai 2007.
McRae ist bekannt für seine intelligenten und sensiblen Liedtexte, seinen eindringlichen Gesang und die Energie und Wärme, die er in seine Liveauftritte steckt. Im Jahre 2005, trat McRae als "Vorband" von Tori Amos auf. Nachdem McRae schon viele Male im Hotel Cafe in Los Angeles gespielt hatte, brachte er 2006 die Hotel Cafe Tour nach Großbritannien, um seinen Fans andere Sänger-Songschreiber vorzustellen, z. B. Steve Reynolds, Joe Purdy, Cary Brothers und Jim Bianco. Ebenso waren auch schon besondere Gäste, wie zum Beispiel Kathryn Williams, Justin Currie, Colin MacIntyre und Aqualung mit auf der Hotel Cafe Tour.

## Diskographie

### Alben
- Tom McRae (21. August 2001, Arista)
- Just Like Blood (UK: 18. Februar 2003, USA: 21. September 2004, Nettwerk)
- All Maps Welcome (UK: 2. Mai 2005, USA: 31. Mai 2005, RCA)
- King of Cards (14. Mai 2007, V2)
- The Alphabet of Hurricanes (22. Februar 2010, Cooking Vinyl)
- From the Lowlands (Alphabet of Hurricanes Part 2) (2012)
- Did I Sleep and Miss the Border (Tom McRae & the Standing Band, 2015)

## Andere Projekte
McRae steuerte Musik für die Soundtracks der Filme Uno (2004) und Unsuitable (2005), und seine Musik war in dem Film The Bubble von Gal Uchovsky zu hören.
Ebenso nahm er eine sehr melancholische Coverversion von Wonderful Christmastime für die Weihnachts-CD: Maybe This Christmas Tree auf, die 2004 produziert wurde.
Im August 2005, besuchte McRae Nigeria (Afrika) auf Nachfrage von The Observer und schrieb einen Artikel über die Hungersnot.
Lipstick, eine Single von Wills and the Willing erschien am 7. Juli 2008. McRae steuerte den Gesang an den Stellen bei, die er hinzugefügt hatte, nachdem er das Original zum ersten Mal gehört hatte, welches im Zusammenhang mit den Londoner Anschlägen geschrieben wurde.